# Klaudia Felicitász magyar királyné
Habsburg–Tiroli Klaudia Felicitász (ismert még mint Ausztriai Klaudia Felicitász főhercegnő, németül: Claudia Felizitas von Österreich-Tirol; Innsbruck, 1653. május 30. – Bécs, 1676. április 8.), a Habsburg-ház tiroli ágából származó osztrák főhercegnő, Ferdinánd Károly főherceg és Medici Anna egyetlen felnőttkort megért gyermeke, aki I. Lipót császár második hitveseként német-római császárné, német, magyar és cseh királyné. Két leánya közül egyik sem érte meg a felnőttkort.

## Származása

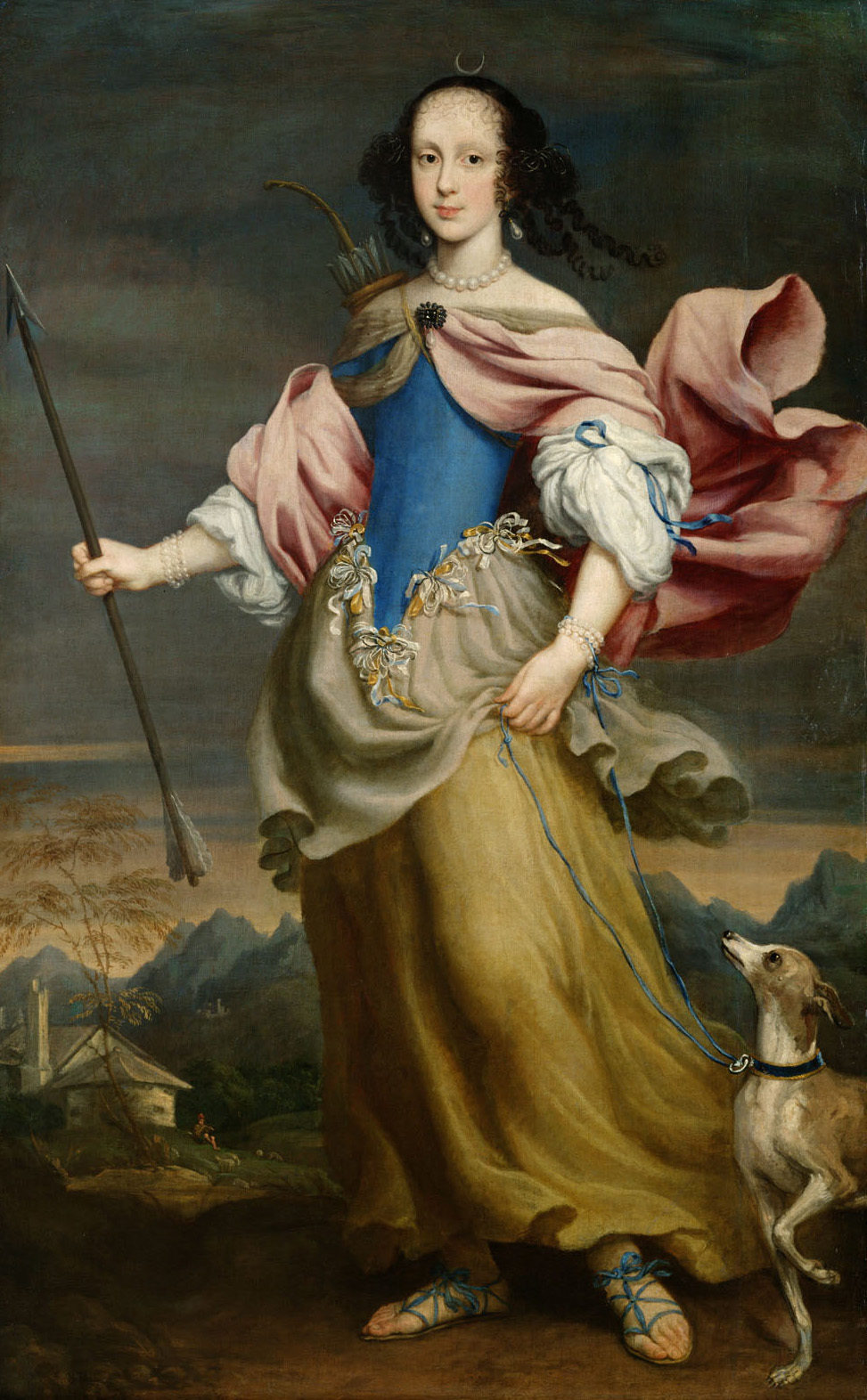
Klaudia Felicitász mint Diana egy 1666-os festményen

Klaudia Felicitász főhercegnő 1653. május 30-án született Innsbruckban, a Habsburg-ház tiroli ágának tagjaként, mint szülei legidősebb és egyetlen életben maradt leánya. Apja Ferdinánd Károly főherceg, tiroli gróf, aki V. Lipót főherceg és Medici Klaudia legidősebb fia volt. Apai nagyapai dédszülei II. Károly osztrák főherceg és Bajorországi Mária Anna hercegnő (V. Albert bajor herceg leánya), míg apai nagyanyai dédszülei I. Ferdinando de’ Medici toscanai nagyherceg és Lotaringiai Krisztina (III. Károly lotaringiai herceg leánya) voltak.
Anyja a befolyásos firenzei bankárcsalád, a Medici-házból származó Anna hercegnő, II. Cosimo de’ Medici toscanai nagyherceg és Habsburg Mária Magdaléna főhercegnő legfiatalabb leánya volt. Apai nagyapai dédszülei ugyan azok volt mint apai nagyanyai felmenői, míg anyai nagyanyai dédszülei apai nagyapai őseivel egyezett meg, mivel szülei elsőfokú unokatestvérek voltak.

## Házassága és gyermekei
Klaudia Felicitász főhercegnő a Habsburg-ház osztrák főágából származó I. Lipót német-római császár második felesége lett. Rokonságuk nem csak abból ered, hogy mindketten a Habsburg-család tagjai voltak, hanem mindketten I. Ferdinánd német-római császár ükunokája is (Klaudia Felicitász anyai és apai ágról egyaránt). Férje III. Ferdinánd császár és Spanyolországi Mária Anna infánsnő (III. Fülöp spanyol király leányának) gyermeke volt. Kettőjük házasságára 1673. október 15-én került sor Grazban. Kapcsolatukból összesen két leánygyermek született, melyek közül egyik sem érte meg a felnőttkort. Gyermekeik:
1. Anna Mária Zsófia főhercegnő (1674. szeptember 11. – 1674. december 21.), pár hónaposan elhunyt
2. Mária Jozefa Klementina főhercegnő (1675. október 11. – 1676. július 11.), szintén pár hónapos korában elhunyt

Klaudia Felicitász császárné és királyné három évvel a házasságkötés után, 1676. április 8-án meghalt. Bécsben temették el; szívét a Habsburgok családi temetkezőhelyén, a kapucinusok bécsi templomának kriptájában helyezték el, teste a dominikánusok templomában nyugszik. Özvegye még 1676 decemberében harmadjára is megnősült, Pfalz–Neuburgi Eleonóra Magdolnát vette feleségül.